# 杨锦成
楊錦成 BBM JP (1918年6月22日—1993年6月3日)，新加坡政治人物。曾在1970年至1989年間擔任國會議長職務。他被認為是全球擔任國會議長時間最長者之一 。亦曾三度代理總統職務。